# 井伊誠一

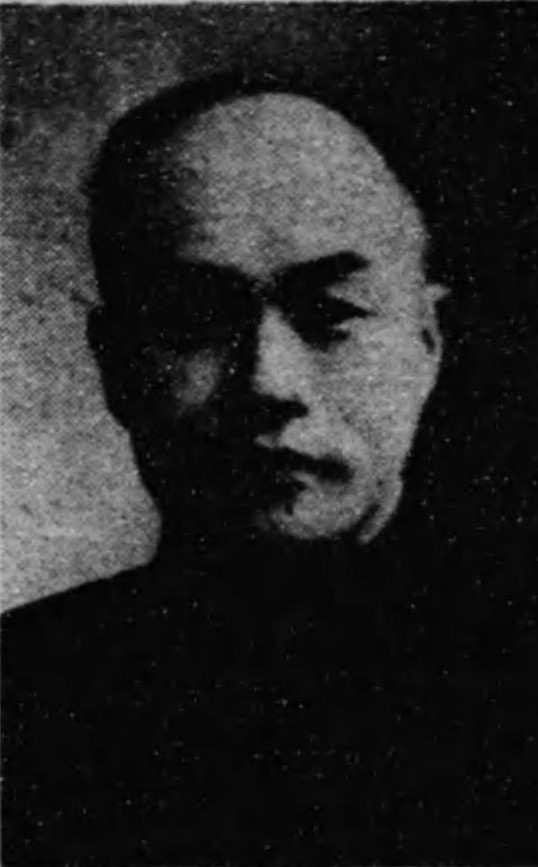
井伊誠一

井伊 誠一（いい せいいち、1892年（明治25年）10月5日 - 1985年（昭和60年）1月5日）は、日本の弁護士、政治家。衆議院議員（7期）。

## 経歴
新潟県北蒲原郡板山村（現新発田市）で、弁護士の井伊小平太の長男として生まれた。新発田中学校（現新潟県立新発田高等学校）、第二高等学校を経て、1919年、東京帝国大学法学部法律学科（独法）を卒業。神戸海上保険勤務を経て、1922年、弁護士を開業し、農民事件の弁護を数多く担当した。
1926年、労働農民党新潟県連合会執行委員に就任。1927年、労働農民党と日本労農党の共同推薦を受けて新潟県会議員に当選。さらに、新潟県参事会員、新発田町会議員、金銭債務調停委員、県地方事務所参与、借地借家調停委員、新発田中学校講師などを務めた。
1946年4月、第22回衆議院議員総選挙に新潟県第一区から日本社会党公認で立候補し当選。以後、第23回、第25回、第26回、第28回から第30回までの総選挙で当選し、衆議院議員を通算七期務めた。この間、衆議院司法委員長、検察官適格審査会委員、積雪寒冷単作地帯振興対策審議会委員、日本社会党社会保障政策委員長、同新潟県連顧問、同両院議員総会長などを歴任した。
1967年11月の秋の叙勲で勲二等に叙され、瑞宝章を受章する。
1985年（昭和60年）1月5日、死去した。92歳没。同月11日、特旨を以て位記を追賜され、死没日付をもって正四位に叙される。